# 忍ペンまん丸の登場人物
忍ペンまん丸の登場人物（にんペンまんまるのとうじょうじんぶつ）では、いがらしみきおの漫画作品及びそれを原作としたアニメ『忍ペンまん丸』に登場する人物の一覧。

## 念雅流
三流派のうちの一つ。伊賀流や甲賀流とは違い、特に決まった動物が集まっているわけではない。当主は代々「ネンガ」の名を受け継いでおり、現在は七代目。先代のネンガはオオカミであった。念雅山で暮らし、ネンガとまん丸達は民家で共に生活している。

### 主要
まん丸（まんまる）
声 - 池澤春菜
この物語の主人公。ペンギンの新米忍者。南極近くのシシカト島出身で、じいやさんによって動物園から連れて来られた（シシカト島では「ペンちゃん」と呼ばれていて、動物園での名前は「ピーピーくん」、その後じいやさんに付けられた名前は「デイジー」だった）。おとぼけ路線一直線で素直な良い子である。特技は動物園時代に習得した算数とサッカーで、Jリーグに入るのが夢。ゾウが大好き。
寝相が極度なほどに悪い。新入りの仕事として料理をよく担当するが、その献立はメチャクチャで、しかもまずい。たまに食卓に平然と物を置く（メリーゴーラウンドや滑り台など）。
誰にでも「〜さん」と敬称を付けるなど礼儀が大変正しく、じいやさんやネンガなど、誰からも可愛がられるが、あまりに素直すぎるので世間の常識からは相当外れている。三人の中では主にボケ担当。だが、いざという時は思わぬ頭脳プレイを見せることがあり、「利口だかバカだか分からない」と評価されている。
折り紙の腕は人間顔負けで、折り紙で作った物を本物に変える「おりがみの術」を習得して以来多様な面でその腕が活躍する。
通常の念雅流忍者の使う、「静極念（せいきょくねん）」とは違って、困る・怒るといったような強い感情によって起こる「動極念（どうきょくねん）」を操る。修練の末、念雅流の奥義とされる「現神の術（げんしんのじゅつ）」をはじめ、様々な忍術を使えるようになった。これは非常に貴重な素質とされ、潜在能力は桁外れである。原作では「こまったな」、アニメでは「ボクってやっぱり、運がいい」が口癖。
ツネ次郎（ツネじろう）
声 - 関智一
キツネの忍者。基本的に温厚で真面目な性格。バラバラな性格の仲間達をまとめあげる役目を担っている。タヌ太郎とは喧嘩が絶えないが、旅の途中、山に戻ったタヌ太郎が戻ってくると信じるなど信頼関係は厚い。好き嫌いが激しい。
特技は裁縫。気療が使え、ちょっとした怪我なら治せるが、使うとひどい立ちくらみがする。また、怪我をしていない者に使うと手が腫れる。極度の閉所恐怖症で、狭くて暗い場所に入るとすぐに泣き出して赤ちゃんのように指をしゃぶり続ける。突き指などになりやすい病弱体質でもある。本人談では高齢で病弱な母からの遺伝。また、ありとあらゆる病気や怪我の中で突き指が一番嫌い。突き指で寝込んだこともある。タヌ太郎とともにじいやによって動物園から連れてこられた。アニメでは「チョー△△」が口癖。
タヌ太郎（タヌたろう）
声 - 山口勝平
タヌキの忍者。一人称は「オイラ」。まん丸と同じくじいやさんに動物園から連れて来られた。口が悪く、怒りっぽい性格であるが、お人好し。基本的には鉄拳制裁のツッコミ係だがボケもやる。真美子に惚れており、原作ではドサクサに紛れて真美子の手を握ったり、「真美子、オイラの嫁になれ」と連呼したりなどしていた。
「タヌ太郎忍法」という独自の忍法を編み出すが、自分の踊りを相手に伝染させる「ハラダイコダンスの術」、手を触れずに中身の入った鍋物や石をひっくり返す「真空転の術（しんくうてんのじゅつ）」、高速で左右移動することによって落石をかわす「振動身の術」（しんどうしんのじゅつ)。相手の腕に血豆を作る「血豆の術」など、珍妙なものばかりで実戦では全く役に立った例がない。いずれもツネ次郎を相手に試した術である。
特技は「どんなものでもご飯にのせて食べれば分かる」こと。お湯に溶かせば病原菌や細菌の味もわかる。3人の中で1番料理が上手いが、包丁で指を切ったり火傷をしたりと危なっかしい。ややマザコンの気があり、多少粗暴な母を狂うほど思っている。アニメでは嘘をつくと鼻が赤くなるという癖がある。
ネンネン
羅門衆・粘心の体の一部である粘土が紫狼沙に切り落とされた後に自我を持ったもの。自分の意思で行動して本体と同様に自由に姿が変えられる。ネンガの座布団がお気に入りの昼寝スポット。
まん丸達と仲良くなり、いつも一緒に行動する事に。しかし不死身なのでまん丸と「合体動物ごっこ（合体ゾウさん）」につきあったり、タヌ太郎にイジメられたり、大変な目に合う頻度が高い。言葉が話せずジェスチャーで意思を伝えるので特にタヌ太郎には変な解釈をされがちである。
真美子に弁当を持たされてから、背に風呂敷をくくりつけている。
ネンガ様
声 - 小杉十郎太
念雅流七代目当主であるクマの忍者。天容の笛の現所有者。ギオの実兄にして先代ネンガの弟子。そしてまん丸達の師匠。ネンガは念雅流当主が代々名乗る名前でしんそー版10巻で本名は「ガオ」と明らかになる。
既に80を越える老齢だが、天容の笛の力で若々しい肉体を保っている。「現神の術」や、隠された真の奥義「大念星の術（だいねんじょうのじゅつ）」を含めた全ての念雅流の術を極めた実力者。寡黙だが厳しさと優しさを備えてまん丸達にも心から信頼されている。しかし、密かに人形遊びやブランコ、ダム作り、川沿いの砂地での砂遊びといった子供っぽい遊びを行う、電話嫌いで携帯電話はアンテナをつかんで上下逆のまま使って話したり、横に持って揺すったりする、かわいいと思ったものには無条件でニコニコとついて行くなど、高齢の割に性格はやや幼稚でお茶目な面がある。
迎えた弟子に名前を付けるのはネンガの役割だが、分かりやすいという理由から、完全に第一印象のみで命名する。
普段は閉じている目は、本気を出すときにだけ開く。アニメでは、衣装の色が違う。
「子供はお菓子を与えるのが一番喜ぶ」と本気で思っていて、常につぶつぶポッキーのような菓子を持ち歩いている。
先代ネンガ（せんだいネンガ）
ネンガとギオの師匠。紫浪沙の父でもある。紫浪沙曰く「ネンガとギオを後継者とした後身を引いたが、すでに死んだも同然の肉体で生きている」ようである。

### とろまぬけ軍団/ドベ軍団
念雅流の予備忍。年に一度行われる昇忍試験に受かれば公式に念雅流の忍者になれる（漫画では昇忍試験のことについてはくじ郎が話しているが、実際にまん丸たちが見たことはない）。タヌ太郎談「とろい+のろま+まぬけ」で「とろまぬけ軍団」との事だが、アニメでは「ドベ軍団」に変更されている。また、アニメ版では旅編で登場した一部のサブキャラ達が、勝手にドベ軍団に加わっている描写があった。
とり郎（とりろう）
声 - 小桜エツ子
トリの忍者。男の子っぽい名前だが、れっきとした女の子である（名付け親は、もちろんネンガ）。軍団では唯一の常識人だがドジ。
突風を起こして相手を吹き飛ばす「突風の術」が得意技だが、その反動で自分も空の彼方まで吹き飛んでしまう。その際に「役立たずのお姉さんでゴメンね〜」と謝りながら飛んでいくなど、やや自虐的な面がある。
自ら育てた樹木忍群「木」という部下を持つが、とり郎と同じように間抜けで役に立たない。
モン郎（モンろう）
声 - 長沢直美
モグラの忍者。元は甲賀のパシリだったらしいが、タヌ太郎とツネ次郎にどつかれて念雅流の予備忍になる。いつもヘラヘラしていて、自分の考えというものがないので、簡単に他人の意見に従ってしまう。
元スパイなだけに情報通。また、珍しいものが大好きで、「何かくれる?」が口癖。ペンギンのワキ毛やタヌ太郎の鼻クソ左右ワンセットなど、「これは珍しい」と言われたものなら何でも喜ぶ。右手に大きな鉄の爪「鉄爪（てっそう）」をつけているが、タヌ太郎に取られてしまったことがある。しんそー版4巻で爪破斬烈の術を使えることが明らかになるが、何を切っても鉄爪が真っ二つになるという術で役に立たない。
亥助（いすけ）
声 - 巻島直樹
イノシシの忍者。自称物知りで、「オレは世界を見てきた」が口癖。タヌ太郎に「世界はどうだったんだ?」と聞かれると、いつも「広かった」と答え、殴られる。なぜかいつも木に縄で縛られているが、本人談「縛られている方が力が出る」らしい。
変郎（へんろう）
いつも蛙のハリボテを着けた忍者。一言も喋らないので正体は一切不明。
見つかるとなにかものをあげるまでついてくる。モン郎に「豪華客船の沈没事故のときに42人を人命救助したというマグロのトロ」をもらっていた。
くじ郎（くじろう）
声 - 緒方賢一
湖に住むハリネズミの忍者。湖に封じた魔物を見張っている。
全身から紙のくじでできた針が生えていて、引いたくじの色によって使える術が決まるが一つを除いてほぼ役に立たない。
- 青→雲がおいしそうなお菓子の形になる。子供を喜ばすための術。
- 黄→部下の針造が生まれる。ただし、3か月かけて育てないと、役に立たない。アニメでは黄色のくじ自体は出てこない。
- 赤→これを引いた相手を赤面させる。
- 紫→自分の頭に紫色の花を咲かせて相手を動揺させる。アニメでは相手の頭に紫色の花を咲かせて、相手を感動させる術に変更されている。
- 黒→震度2程度の地震を起こす術。アニメでは落雷を召還して氷を割る術に変更されている。
- 白→このくじに触った相手を凍り漬けにする。これが唯一まともな術である。

アニメでは勇気と気力を振り絞って紙くじに頼らず術を使った。
昇忍試験に落ちた時に貰える残念賞のボールペンを持っている（アニメでは2本）。寂しい夜はボールペンをカチカチしながら眠るという。
苔助（こけすけ）
声 - 巻島直樹
アニメにしか出てこない全体が苔まみれの巨大な生き物。言葉は喋る事は無く、鳴き声のみ。性格は大人しい。
馬吉（うきち）
忍者かどうかは不明。「天気馬」と呼ばれ尻にヘビが噛み付いていて、1匹なら曇り、2匹なら雨らしい。
天気の話をするとどこからともなくやってきて、そのまま崖から落ちていく。しかし、崖下に生えているどんな怪我でも治す「ネズミ草」を食べることで毎回生還している。

## 甲賀流
三流派のうちの一つでサルの忍者集団。ほとんどの忍者は桃色の装束を着ている。現在の頭領は白老。念雅山の東にある「甲賀の山」の中に散在する岩屋に住んでいる。戦いが終わってからはお好み焼き屋を始めた。
白老（はくろう）
声 - 加藤精三
甲賀流頭領。関西弁で話す。何かとつけてくだらない小噺を話したがるが、秘められた意味は深い。黒龍斎に実の息子を殺された過去があり、まさに犬猿の仲となる。それにつけ天容の笛をはじめとした様々なきっかけでずっと争っているが、笛自体が目的ではないようであり、中盤以降は災いの元として破壊しようとする。
まん丸と触れ合ううちに影響を受けて情に目覚めていく。ガン吉との会話中でもよく「あいつ（まん丸）はカワイイ」と言っており、まん丸を気に入っている様子だが、あまり表には出さない。終盤近くで和解する。
アニメ版では、じいやさんが改造したボロットで作られた不味い鯛焼きを黒龍斎と共に食べた後、じいやさんがあげようとしたとたん「このバカモノーッ!」とちゃぶ台ごとひっくり返すなど、『巨人の星』の星一徹のような事をした。なおこれは、声優の加藤が一徹役をやっていた事にちなんだ、ムトウユージ演出回でのパロディである。
ガン吉（ガンきち）
声 - 高木渉
スパイ役の甲賀流忍者。卑怯な手段を好んでそれを誇りに思うほどの外道であったが、念雅山に来ているうちに、白老と同様にまん丸に影響を受けてしまって、お節介さを表していく。
原作終盤にて白老のもう一人の息子だと判明。伊賀に命を狙われる恐れがあると白老が判断したのでずっと秘密にしていた。白老が父であると明かしてから、取って付けたように「お父様」と呼ぶようになった。アニメではスパイ役の伊賀流忍者、ドタ八とは仲が悪いものの、行動を共にすることが多い。
二面猿（にめんざる）
声 - 柳原みわ
甲賀流忍者の一人でお爺さんと子どもの2つの顔を持つ猿。フタを開けたものを吸い込む瓢箪を持っていて、桃助を吸い取った。
メンダヌキ
甲賀流忍者の一人。真っ白い仮面をかぶっていて、そこに人物の顔を描く事で本物そっくりに化ける力を持つ。
助猿（すけざる）
甲賀流忍者の一人。あやつり蝶という顔に取り付いた者を操れる蝶を操っている。
まとまり
甲賀流忍者の一人。吸ってくしゃみをすると顔のパーツが真ん中にまとまる不思議な粉を持っている。ひろがりとは兄弟の関係。
ひろがり
甲賀流忍者の一人。吸ってくしゃみをすると顔もパーツが離れる不思議な粉を持っている。まとまりとは兄弟の関係。
うさぎとび次郎（うさぎとびじろう）
米のような外見をした小さな偵察用生物。伊賀のはえずり太郎に対抗して作られた。名前の通り、常にうさぎ跳びで移動する。もともと100匹もの数がいたが、スズメに食べられて数が減ってしまったようである。

## 伊賀流
三流派のうちの一つでイヌの忍者集団。紺色の装束を着ている。現在の頭領は黒龍斎。念雅山の西にある「伊賀の山」に、大きな屋敷を陣取って暮らす。戦いが終わってからはお好み焼き屋を始めた甲賀に対抗してたこ焼き屋を始めた。
黒龍斎（こくりゅうさい）
声 - 藤本譲
伊賀流頭領。1400もの忍法が操れる実力者。ネンガや白老に比べ血の気が多い。普段は子供好きな性格だが狂犬病の発作が起こると性格が豹変する。甲賀流とは文字通り犬猿の仲で、かつての戦いで白老の息子を殺してその報復として妻を殺された過去がある。怒ると見境が付かなくなり、原作では屋敷をまん丸達に破壊された報復として、桃助の作った強力なミサイルを使って伊賀の山と念雅山を破壊しようとした。
天容の笛を執拗に狙って一度手に入れたが、取り返そうとしたまん丸達を天に落とそうと笛を吹き、逆に自分が天に向かって落ちてしまう。その後しばらく治療法が見つかるまでは、重石を腰から下げて生活せざるを得なかった。原作では伊賀に伝わる呪文で元に戻るが、元に戻ってからも懲りる事無く笛を狙い続け、じいやさんの金を使って用心棒を雇うなど様々な手を使う。アニメではまん丸の計らいにより再び天容の笛を吹かせてもらい、元に戻る事ができた。
一の坊（いちのぼう）
声 - 龍田直樹
伊賀流忍術師範のチワワ。身長はかなり小さい。目が大きく、くりくりしている。頭はお世辞にもいいとは言えないが黒龍斎の参謀的な存在である。
自ら動くことは少ないが、時に「分裂の術」を駆使して黒龍斎に仕える。ただし分裂なので極端に小さくなる。
桃助（ももすけ）
声 - 金丸淳一
黒龍斎の息子。母親似のダックスフント。
ハワイで修行をしたことがあるのでやや英語交じりで喋りが軽い。派手好きの性格で、術も派手。アニメでは「ヘロービューティホー」のセリフと共に登場する。まん丸をよくライバル視しているが、勝負を挑んではいつも負けっぱなしである。ハイテク好きで、原作後半ではインターネットを使って製法を入手した強力なミサイルを作り黒龍斎に提供したがネンガ達に破壊された。拾い食いがやめられない。
ドタ八（ドタはち）
声 - 千葉一伸
スパイ役の伊賀流忍者。自称「影のドタ八」。命令に忠実だがのんびりとした性格。都合が悪くなると、ハードコアズーズー弁というかなり訛った津軽弁になる。いろいろな術を持っているが、得意の術で自分が火傷してしまうなど失敗が多い。「入手した情報を、生きて報告する必要がある」ため、術後はすぐに逃げてしまう。
「お手」といわれると体が反応してしまうことから、昔は飼い犬だったことがうかがえる。アニメではスパイ役の甲賀流忍者、ガン吉とは仲が悪いものの、行動を共にすることが多い。
ボーボー丸
声 - 川鍋雅樹
伊賀流忍者の一人。主に門番をしているが、黒龍斎の側近も務めているようである。
いちいち大きな声で「ワン」と返事をするせいでよく黒龍斎に怒られている。
みの助
声 - 室園丈裕
伊賀流忍者の一人。サングラスをかけている。よくボーボー丸と一緒にいる。
馬風丸（ばふうまる）
伊賀忍者一人。草を操る術を駆使してまん丸たちを苦しめるも、しかしネンガに捕らえられて命乞いをする。
長い毛に隠された目はつぶらでとてもかわいく、命乞いをされたネンガはつい許してしまった。その後どこかに逃亡した。
はえずり太郎（はえずりたろう）
伊賀が偵察用に作った、一つ目の小さな生物群。その名の通り這いずって動き回るが、入手した情報もきちんと伊賀に伝えるなど行動力は高い。生命力も強く、子供を作るのがかなり早い。

### 用心棒
天容の笛を奪うため、伊賀に雇われた用心棒達。
ギネン
恐ろしい形相をしているが顔に似合わず冗談をする。相手の言葉を何を言っているのかわからなくさせる「言葉痺れの術」や、口から衝撃波を吐く「大音声の術」を習得している。
配屋（くばりや）
あらゆるものを配ってそれを受け取るといかにくだらない物でも受け取った者は喜んでしまうという術を使う。ネンガに爆弾を配ろうとしたが、背後に現れたチョップマンにチョップされて爆発し、失敗。
火留導士（ひるどうし）
ヒルを唇に取り付かせて、取り付かれた者全員が向かい合った瞬間に火を噴かせる「火唇の術（かしんのじゅつ）」を使う。
蟻王（ありおう）
踏むと爆発する蟻を操り、タヌ太郎とツネ次郎、まん丸を吹き飛ばすが、蟻が雨で溺れて逃走。

## その他
紫狼沙（しろうさ）
声 - 中原茂
山の中でどの流派にも属さないクールな一匹オオカミの忍者。風を操る忍術「狼風戯（ろうふうぎ）」を得意とする。ネンガとは永遠のライバルで、彼の幼稚な趣味を知っている数少ない人物。まん丸からはたまに「白ウサさん」と呼ばれる。乱子に一方的に惚れられて成り行きで弟子として迎え入れることになる。
その正体はネンガの師匠の六代目ネンガ（先代）の息子である。原作の設定では父に過酷な運命を強いる天容の笛を壊すために山へとやってきた。
アニメの最終回では最終決戦の際、ギオの術で刺されそうになったまん丸を庇って1度死んでしまうが、天容の笛とまん丸の強い願いによって蘇生する。
原作でもアニメでも、まん丸やネンガを助けるなどして、かなりおいしいポジションに位置している。
乱子（らんこ）
声 - かないみか
紫狼沙に惚れて、一方的に追いかけるウサギのくノ一。一人称は「あたい」。あまりの強引さに紫狼沙も折れたのか、いつの間にか正式に弟子となった。勝気でお転婆であるが、きれい好きという女の子らしいところがあって面倒見の良い性格。足が大きいのがコンプレックス。ものすごく速いスピードで走れるが、ブレーキが効かないのが欠点。アクロバットな技をいちいちみんなの前で披露してタヌ太郎にとってはイライラする原因となっている。
まん丸からは最初「へノ一の乱子ちゃん」と間違えられて呼ばれてそれをタヌ太郎が面白がってそのまま使われるようになってしまった。アニメ最終回のエンディングでは、紫狼沙にお弁当を作ってもっていくなど、なかなか良い感じである。
元々はアニメオリジナルだったが、原作にも後半から登場するようになった。
タヌ太郎の母
声 - 紗ゆり→青木和代
ふたこぶ山という山に住んでいる。「悪い事すればごっつんこ、いい事すればニコニコ顔」する肝っ玉母ちゃん。川に来てはダイピングボディプレスするのが健康法らしい。アニメでは家に帰って来るなり、タヌ太郎に愛のヘッドロックや愛のコブラツイストを炸裂させるなどボディーランゲージが激しい。
ポン子ちゃん

ツネ次郎の母
声 - 林玉緒
病弱でやせ細っている。人間でいうと83歳だが元気でいる。風の強い日だと風に吹かれて後ろに行ってしまう。
白ヤギ仙人

樹木忍群「木」
声 - 不明
とり郎が育てた部下。とり郎の掛け声で一斉にイガ栗を落とすという技をもつが、基本的にはただの木なので、敵が近くを通らない限り術が命中しない上に、年に一回しか技を出せない。ガン吉に落とそうとしたが、とり郎の確認の落とせを命令と勘違いしてイガ栗を落として役にたたなかった。
モグラ
声 - 水田わさび

はずかし虫（はずかしむし）
恥ずかしがり屋だが目立ちたがりのカタツムリ。
さか魚
単語を逆さにして話す魚（例：「よいなわい」→「言わないよ」）。
牛の耳の穴に入れられるのが苦手で、パニックに陥ると普通の言葉で話す。「さかさ」という言葉を言うと、周囲の物体を上下さかさまにすることができる。
白目（しろめ）
声 - 千葉繁
本名は貞良（さだよし）。自称「天下無敵不死身のヒーロー」。本人曰く「毎日毎日親や先生にああしろこうしろ言われて自分の自由など無くなったと思い、人間の子供をやめて無敵のヒーローとして生きることを決意した」。
百円コインで動くパンダの遊具に乗っている。
その名の通り目が白く、どこかウルトラマンに似ている。原作では結局いつまでたっても昼食を食べないことにいらついた母親に連れていかれた。
白目の母
声 - くじら
昼食を食べずに抜け出してきた貞良を探していた。赤ん坊を背負っている。
雲転がし
念雅山に生息する虫。雲球が大好きで、落ちている雲球を転がして持ち去ってしまう。
笑いバチ
このハチに刺されると意味もなく笑ってしまう。このハチのハチミツを舐めると治る。
ラッピ
声 - 石野竜三
貼り紙の指名手配犯を追う賞金稼ぎのウサギ。高額をつけられたまん丸を襲う。父から賞金として与えられる「75万円札」「127万6452円札」「1億円札」というとんでもない偽札を本物と思っていた。アニメでは乱子と知り合いのようである。
ラッピのお父さん
声 - 大滝進矢
ラッピの父。指名手配された虫や小動物を捕まえてきたラッピにちょっとした悪戯のつもりで偽札の賞金を与え、息子の夢を壊さないよう嘘に嘘を重ねた結果ラッピが暴走するきっかけを作る。息子が他人に迷惑をかけていることを気に病んでいた。
デッカイダケ
声 - 広瀬正志
アニメオリジナル。その名の通り巨大なキノコのモンスターで、キノコ狩りに来た動物に「眠り胞子」を浴びせて捕獲し、餌にする。
沼の主
声 - 石森達幸
年老いたメダカ。その名の通り「沼の主」。
タロジ
声 - 宝亀克寿
沼を荒らしている荒くれ者の巨大魚。ネンネンの思わぬ活躍で捕獲され、食糧としてタヌ太郎に切り身を持っていかれた。
オタマジャクシ
声 - 不明

ゼミン様
精霊達の森の祠に祀られた蝉の守り神。願いを叶える力を持つ。本来の姿は金色だが、ギオによって化石にされてしまい干からびている。これによって森の力が衰え、ドサクくんなどの精霊は10秒ほどしか現世にいられなくなった。まん丸によって元に戻り、2500年ぶりくらいに手足を動かした。
ドサクくん
声 - 坂本千夏
腰蓑をつけている。アクションを起こすとドサクサにまぎれ登場する。他の精霊と同じく10秒で消えてしまうが、気が紛れるものがあればその間だけ延長可能。
ハニぞう、ハニすけ
声 - ハニぞう・中嶋聡彦、ハニすけ・中博史
罵りの精。ハニワのような双子の精霊。誰かを罵ることで登場し、一緒になって罵る。
シュゴン
行き詰まりの精。苦難の表情で腕組みをしている。考えや行動が行き詰まると登場する。
ツナミン
もらい泣きの精。もらい泣きすると登場する津波。
後ろ髪の精
ふんぎりがつかないまま後ろ髪を引かれるようにしていると登場する巨大な手。文字通り後ろ髪を強く引っ張ってくる。登場するたびに大きくなり、毛が生える。
花道
声 - 百々麻子
姓は「花道」名は「しるべ」で通称「シルビー」。まん丸たちが森で迷ったときに、まん丸に地図をくれた。しかし森には道が無いため全く読めない。いつでもニコニコしている。
案内アリ
声 - こおろぎさとみ
「案内棒」を持ったアリ。どんなところにでも道案内できると豪語するが、その方法は案内棒を立てて倒れた方に行くだけ。

## 人間達
じいやさん
声 - 長島雄一
姓は「松平」本名「じいや」。動物達が忍者として暮らす山々の地主で、動物たちの生活資金も提供している。ネンガとは幼馴染。まん丸を山に連れてきたのは山のアイドルにすることで争いを収めようと考えての事だった。
まん丸を溺愛しており、思い高ぶって顔が気持ち悪いくらいリアルになることがある。また、様々なものを発明するがあまり役に立たない。
山の動物たちを忍者に仕立てたのはじいやの先祖であり、また以前の戦いを仲裁したのはじいやであった。だが、再び闘いを始めた伊賀と甲賀に対して「金返せええ!!」と叫んだ事から、どんな手段で仲裁したのかは若干怪しい一面もある。
原作ではまん丸から「じいやさん」、アニメでは「おじいちゃん」と呼ばれていた。
真美子（まみこ）
声 - 内川藍維
じいやさんの孫娘。料理が得意。タヌ太郎に惚れられている。原作でのネンネンの名づけ親。原作ではあまり登場せず台詞も少ないが、アニメでは白老を説得するなど、原作よりも活躍している。
ミスターボロット
声 - 松尾銀三
じいやさんが発明した遠隔操作型ロボット。ユーモアを持たせるために体にボロボロの模様が書かれている。元々はまん丸のボディガードとして制作したもので、腹部にまん丸が隠れられるハッチを内蔵している。
様々な仕掛けが施されているがあまり役に立たない。操作はビデオのリモコンで行ない、ボタンを押す度に「もなか」「冷やし中華」「かにチャーハン」「イモの天ぷら」「串かつ」など、じいやさんの好きな食べ物を叫ぶ。ボロット自身が傾くとセンサーが作動して「たすけてぇえ」という情けない声が響き渡る。
必殺技はロケットパンチだが、飛び方はまん丸曰く「元気がない」。しかも微妙に短い紐で繋がれているため、使うと傾きセンサーが作動し「たすけてえぇえ」と叫んで終わることが多い。
後に改良を施されてロケット噴射でぶっ飛んでいくナップザック、また次は全自動ですぐにできるが、吐いてしまうほど不味いタイヤキ機、最終的にはロケットにされてしまった。しかしどんなに改良されても「たすけてぇえ」だけは残り続けた。
アニメでは細部のデザインが違い、頭部がパトランプになっている。また緊急用のウルトラ兵器として「スーパーファイアーロケットボム」を搭載しているが、実際にはただどこかへ吹っ飛んでいくだけだった。
原作では一発ネタだったが、アニメではセキュリティシステムとして改造した「ボロット2号」が登場した。頭頂部にビデオカメラを装備しており、じいやさんの好きな女の子の名前を叫びながら警備を行う。スーパーファイアーロケットボムも残り、まん丸を収容して伊賀から脱出するというまさかの活躍を果たした。黒龍斎に気に入られ、番組最後のおまけシーンで一緒にダンスをしたこともある。またパオパオランド建設時には「ボロットV3」（ボロットブイスリャー）が登場し、「名古屋・味噌煮込みうどん」などご当地名物の名前を叫びながら、建築材料の算出などで活躍した。
亀山サトル（かめやまサトル）
声 - 桜井敏治
まん丸が動物園にいた時の飼育員。カメに似た顔を持つ。まん丸が持つ「サトルさん」（前述）のモデル。
心優しい性格で、まん丸もよく懐いている。彼が「はぁあぁい!」とイワシを投げるとどんな動物でも口でキャッチしたくなる。
チョップマン
じいやさんの新兵器。人の手のひらをちょうどチョップする形にしたものに、脚が生えている。挨拶のつもりでお辞儀、謝罪のつもりでお辞儀、その都度チョップしてしまう。

## 羅門衆
ギオや粘心が粘土から作り出した忍者集団。粘土で不老不死。彼らの命令でまん丸たちの前に立ちはだかるが、世界観上ボケた者が多い。最終的に粘心とピエーロ以外まん丸たちとギオに立ち向かう。
ギオ
声 - 堀之紀
羅門衆の頭領。ネンガの弟にして同じく念雅流の後継者。普段は羅門城で暮らす。城自体のほとんども粘土で出来ている。
後継者になった時にはネンガと戦い勝利したが、その時ネンガが本気を出していなかったことでプライドを傷つけられ、山を離れる。アニメでは禁忌の力を駆使した術を使ってネンガに挑んだが、ネンガの術によって封印される。
原作では、天容の笛から長い間離れた際に老化が始まって、これを解決するために天容の笛を奪おうとする。アニメでは、禁忌の力「暗黒意念」に手を出した報い（副作用）によるものとなっている。また、アニメと原作では目的が多少異なっている。
最終的には、ネンガが使用した大念星の術に笛ごと吸い込まれそうになって、最後の手段で天容の笛を吹いて大念星の術ごと全てを天に落とそうと試みるも、天容の笛に後継者としての印を消されて、ネンガに助けを求めながら自らが天に落ちて行くという悲劇的な最期を迎えた。アニメ最終回では天容の笛に見限られて、粘心や羅門城と共に崩れ堕ちていった。
粘心（ねんしん）
声 - 中嶋聡彦
粘土に命を吹き込む能力をギオによって与えられた羅門衆の参謀。全身が粘土で出来ていて、自在に姿を変える事が出来る。天容の笛を奪う際、紫狼沙に身体の一部を切り落とされて、それが自我を持ってネンネンとなった。原作では、まん丸の現神の術で空気を固めた岩に閉じ込められ動けなくされ、まん丸達によって誰も近寄らない所に安置された。割とユーモアがある性格なのでまん丸とは結構ウマが合う時もある。最後はギオと共に羅門城に崩れ堕ちていった。
ピエーロ
声 - 小野健一
アニメオリジナル。英語交じりの大阪弁を喋る。本名は「ミスター・マリオネット・オスカール13世・ロバート・デ・ピエーロ」。変郎を操り、天容の笛を手に入れるという作戦に出たが、紫郎沙により阻止される。巨大化したときの性格は巨大化する前よりも少し荒々しくなっている。紫狼沙の技によって飛ばされた。テレビ絵本にも登場した。
コマル
アニメオリジナル。粘心の命により念雅流を滅ぼし、天容の笛を奪い取るという目的で念雅山に現れた。だが、ひょんな事からガン吉と出会い、ガン吉のペットとなる。歯ぎしりでおとなしくなる。
白老の怒る事ばかりしその中で粘心の術で成長し、暴れ回った事からガン吉はまん丸たちに預けるが、コマルは粘心の術でまた成長し、まん丸たちを襲うがガン吉が駆けつけ、その衝動は止まった、と思いきや粘心の術で育ての親であるガン吉とまん丸たちを襲い抹殺しようとするが、ガン吉とまん丸たちの歯ぎしりでその衝動は止まり、再びガン吉のペットになった。だが、二度目に登場したのは最終回のみであった。
ポン太郎
声 - 郷里大輔
アニメオリジナル。羅門衆の刺客である鳩で、相手に豆鉄砲を当てて洗脳して鳩にさせるという方法で仲間を増やし、伊賀流の本拠地を乗っ取った。同様にまん丸らも追い詰めようとした。まん丸らに倒された後は、伊賀流の本拠地の鳩時計にされた。
手下第一号（てしただいいちごう）
原作で最初に出てきた羅門衆のザコ。その名の通り粘心の手下で、「羅門衆の中で一番かわいい」と自称する通り見た目は相当メルヘンだが、一人称は「わし」。手から巨大な火の玉を放つ。わざと、落ちたふりをしてケガしたと思わせて、殺そうとしたがツネ次郎の気療によってケガしていないことが露見した。
アップルン
声 - 渕崎ゆり子
巨大なリンゴの姿をした羅門衆の一人。女の子だが、本名は血煙林五郎（ちけむり りんごろう）。リンゴらしく食べられたいと思っているが、粘土なので非常に不味い。
アニメ版ではギオの支配から解放されたが、どちらでもまん丸は腹を壊したようである。
ブルース・ラ"ー
声 - 中村大樹
アニメオリジナル。急須を擬人化したような見た目で、拳法着を着て「お茶ーっ！」と叫びながら襲い掛かる。「ラ"ー」は本人曰く「ラに点々（濁点）」だが、タヌ太郎に「存在しない文字を作るな」と突っ込まれる。一度はあっさりまん丸達に退けられたため、暗黒意念を受けパワーアップした結果、「抹茶」「ほうじ茶」「麦茶」「ウーロン茶」「煎茶」の五人に分裂し、「茶坊主戦隊チャーレンジャー」となった。
ヌーマ
粘心の直々の手下。ネンネンを大きくしたような外見である。1度目は沼に、2度目は地面になってまん丸達を呑みこんだ。内側からのまん丸達の「合体手印念・意念トルネードマキシマムスペシャル（がったいしゅいんねん・いねんトルネードマキシマムスペシャル）」を食らい、空けられた穴に木の枝を刺されてその場に固定され、敗退。
喜怒哀楽（きどあいらく）
声 - 喜・置鮎龍太郎、怒・宇垣秀成、楽・一条和矢
火の玉のような四人組の羅門衆。合体することで巨大な火の玉になる。アニメ版では「現神の術」と暗黒意念で作られた鬼火という設定で、憑いた相手を「喜・怒・哀・楽」の感情に取り憑かせるという「忍法・鬼火操りの術」を使用した。
ビリ助（ビリすけ）
羅門城の番兵。高圧電流を帯びた丸い生物で、城を取り囲む草むらにばら撒かれている。
ザリガニアン
声 - 梁田清之

モジー
声 - 茶風林
文字に書いたことが本当におきるモジモジの術を使う羅門衆。まん丸が何でも拾う癖を利用して象の人形に文字を書いて術を使っていた。ガラス瓶に石を入れてカチャカチャする音が苦手。
レッドブル
声 - 立木文彦
アニメオリジナル。羅門衆の刺客である赤い牛。じいやさんに名前の意味を教えてもらったまん丸に赤べこさんと呼ばれると、赤べこのように振る舞ってしまう。
首にかけた鈴を鳴らすと狭くなる鼻輪を武器とする。天容の笛確保のため乱子を人質にとるも、ネンガと紫狼沙の活躍により撃退された。
センタク丸（センタクまる）
声 - 島香裕
洗濯機を模した羅門衆。普段は水中に潜んでおり、渦に取り込む事んだ者の心を入れ替える。実際は本当にただの洗濯機らしい。
モザイ
声 - 小野坂昌也
アニメオリジナル。モウラのライバルで、「モザイク隠れの術」で自身にモザイクをかけ隠密行動をする。
土喰いのモウラ
声 - 広瀬裕
羅門衆が念雅山に直接送り込んだ刺客。土を食べて尖った岩を吐き出す力を持つ。モグラのように土の中を移動する。
滝の傍の地中に潜んでネンガを待ち伏せしたが、同じくネンガを狙って仕掛けられたガン吉の爆弾を踏んでしまい、自滅。
剣鳥
粘心の部下。体は大きく鳥のように羽があって、尻尾を鋭い剣に変えることができる。性格は基本的に大胆で、冷酷だがどこか抜けている。感染したあらゆる者が24時間以内に死滅する病原菌のサルモネル菌をばら撒いて、ネンガたちを殺そうとしたが、まん丸のおりがみの術によって生まれた「かわいいちゃん」に念雅山の病原菌を全て食われ失敗。そのまま帰還し以後登場していない。なおサルモネル菌はサルに限り一生眠り続けるという効果がある。
足丸
粘心が作った拘束用の足だけの生き物。ズボンを履く感覚で対象にはまって目的地へ運ぶ。
四面モアイ（しめんモアイ）
粘心が作った羅門城の牢屋代わりの生物。顔が4つあって、4人を口にくわえて捕らえられる。下手にもがくと逆に吸い込まれていくという質の悪い機能を持つ。実は口の中をくすぐることで脱出可能だが、逃げると「くおおおおおん」という鳴き声のような警報を発生させる。
見張り
羅門城の四面モアイの見張り。半透明で見難くアヒルのような姿をしているのでまん丸に「みにくいアヒルの子」と言われた。
つねられて泣くなど異様なほど弱い。
ゴムオ
粘心が一年かけて作り上げた羅門衆最強にして最後の刺客。普段はまん丸よりも小さい体だが、風船のように空気を取り入れて自在に巨大化する効果を持つ。しかしその反面、巨大化すればするほど、皮が薄くなるという弱点がある。

### ギオが作った生物
まん丸達が旅の最中に出会う変な生き物たち。その正体はギオが追っ手をからかうために「現神の術」によって遊び半分で生み出した生き物。アニメ版では旅の最中ではなく念雅山付近で出会うため、そのような設定は出てこなかった。
湖の怪物
水から作られたクジラのような怪物。水なので攻撃が一切通用しないため、くじ朗によって湖に閉じ込められていた。
まる君・さんか君
声 - まる君・水原リン、さんか君・渡辺久美子
おにぎりをモチーフにした兄弟。日々「どっちが兄になるか」で対立していた。それぞれが三角・丸いものを操る力を持つ。実力はまる君の方が強いが、最終的には精神的に強いさんか君が兄となり復縁した。自分たちの創造主ギオを憎むなど作品史上一・二を争うシリアスな立ち位置である。
逃走する少女（とうそうするしょうじょ）
声 - 百々麻子
廃坑のガラクタから作られた少女。走るのがとても速く、廃坑の中を1人で走り続けている。彼女を捕まえると、1つだけ願いがかなえられる。
はりがね君
声 - 津久井教生
針金でできた棒人間。針金と同じアルミニウム製品を主食として一円玉を稼ぐために全てのアトラクションが針金で一円絡みのシュールな遊園地、「はりがねランド」を作っている。
アニメ版では、独りぼっちによる寂しさから、はりがねランドを作り上げて入ってきた者を楽しませようとした。事情を聞いたまん丸に「おりがみの術」でトモダチのはりがねちゃん（声優：岩井由希子）を作ってもらう。
火打ち石君（ひうちいしくん）
声 - 岩田光央
頭が火打石になっている生き物。アニメ版では洞窟で手紙を届けに行ったまん丸と出会った。
頭を打つ度に火花が飛び散るが、本人曰く「痛い」。
ヒザカッ君（ひざかっくん）
声 - 岡野浩介
多数の足に様々な靴(下駄やハイヒール、長靴等)を履いている謎の生物。
その名の通り人に近づいては膝カックンする。
アニメ版では「伝説のヒザカッ君」と呼ばれ、
まん丸の後を追ってきたツネ次郎とタヌ太郎に膝カックンした後に思い切り蹴飛ばした。
しかしまん丸に膝がないと分かると見逃してくれた。
本犬（ほんけん）
声 - 小杉十郎太
本に犬の体がくっついた生き物。天容の刀の刺さった岩山のある荒野にいて、天容の刀を抜こうとして失敗したものを本の中に閉じ込めてしまう能力を持つ。天容の刀を抜く事が出来れば閉じ込められた人は解放される。「らそ」と鳴くが、触られると「犬犬犬」と鳴き、触った人（動物）を「けんけんの術」にかけてしまう。
天容の刀
岩山に刺さった刀。ギオが作った生き物で抜くと大いなる力が授けられると頭に語りかけてくる。刀を抜いたことでまん丸はおりがみの術を使えるようになる。
貼り紙
前を通った者を指名手配し賞金首にする貼り紙。金額はその動物によって違い、カブトムシが75万円、カマキリは3700円。ツネ次郎は7300円、タヌ太郎は3円、まん丸は1億円であった。この貼り紙自体には何の害もない。
ケン朗（ケンろう）
声 - 松本保典
剣玉から作られた生き物。剣玉を成功させる度にやった人が欲しかったものなどを出現させる。しかし失敗すると嫌なものを出現させてしまう。難易度の高いものを成功させるほど良いものが出現する。夜だけの遊びであるので朝になると良いものも嫌なものも全てが元通りになっていた。
無念トリオ
大・中・小の無気力な顔の書かれた岩。崖崩れに紛れて相手の頭の上に取り付いて、小は一日、中は三日、大は一年間無気力にさせる。
虫
ダンゴムシのような形をしていて岩山の頂上の岩の下に多量に生息している。転がるとどんどん大きくなる性質を持っていて、風で坂道に落ちてまん丸たちの後ろを巨大化しながら転がった。

## シシカト島
南極にあるまん丸の生まれ故郷。とてものどかな島で、まん丸曰く「すごく広い島」。
まん丸のおとうさん
声 - 若本規夫
風変わりな冒険家。色々なことに挑戦しており、「おとうさん拳法」という独自の拳法を編みだしたことも。ただし、ほとんどが逃げるだけ。攻撃技は「マスターブラストハイパンチ」「ローリングサンダースピンキック」の2つだけあるが、思いっきり飛び跳ねなければならず、落ちるときはとても痛い。心配しすぎるとあちこちをうろうろし始め、誰かにぶつかってしまう。
まん丸のおかあさん
声 - 紗ゆり
心の広いお母さん。何でも普通が一番だと思っている。まん丸曰く「普通のお母さん」だが、まん丸のようにどこか抜けている。
ピピン
声 - 西村ちなみ
まん丸のガールフレンド。しっかり者だが、変わった女の子。毎日別の場所に住む祖父母の所へ遊びに行ってあげている。まん丸より相撲が強い。アニメではかけっこも強い。
ペンギンのおばあちゃん
声 - 水原リン

わはは鳥
「わはは」としか鳴かない鳥。そのため真剣な話をしていてもふざけてるようにしか見えない。まん丸やまん丸のお父さんとは一応話が出来る（たまに話していることを間違えられる）。
すごく恥ずかしがり屋のトナカイ
フーメン山に伝説として伝わるトナカイ。
ケビン
まん丸の友達である蟹。ハサミで相手を強く挟むことによって、自分の気持ちを表す。後に、恋人ができて、まん丸とまん丸のお父さんに紹介する。

## まん丸が「おり紙の術」で作った物
まん丸が「天容の刀」を抜いた後に使えるようになった「おり紙の術」で作った物。
鉛筆削り
ラッピ（上部記載）が欲しがっていた鉛筆削り。ラッピの父（上部記載）に渡し、まん丸が「おり紙が本物にならないかなあ」と言ったところ、本物になる。これでまん丸が「おり紙の術」に気付く。
食べ物
食料不足の解決のために作られた。味はとても変で、タヌ太郎曰く「紙っぽい」。白菜、人参、かぼちゃ、大根、魚など、色々ある。
飛行機
まん丸たちが森で迷ったとき空を飛んで森を脱出しようとして作られた。しかしおり紙サイズのため、かなり小さい。まん丸を引っ張って飛ばせようとするが、飛ぶ力が弱いため、まん丸曰く「飛行機を散歩させているみたい」になる。
スコップ
豆モグラに捕まっているタヌ太郎を助けようとして作られた。しかしものすごく小さいため、役に立たなかった。
トンカチ
タヌ太郎やツネ次郎に取り憑いた「無念トリオ」（上部記載）を割ろうとして作られた。しかし叩いたら「いたい」と言ったため、やめた。
ロボット
無念トリオを取り憑かせるために作られた。
テレビ
無念トリオの暇つぶし用に作られた。小さすぎて見にくい。
ろうそく
過疎の村の家に泊まったときに、明かりを取るために作られた。
ヘリコプター
手下第一号（上部記載）に襲われたときに、撃退しようとして作られた。まっすぐにしか飛べないため、避けられるとそのまま果てしなく飛んで行く。
ティーバッグ·急須·お湯の水たまり
だいぶ春めいてきた季節にお茶を飲むために作られた。しかしお湯の水たまりを地面で本物にして急須に入れたため、誰も飲みたがらない。
ギリリン銃
新しい武器が欲しいということで作られた。当たったところをつねる。
アニメではハトに変えられた伊賀忍者を撃墜するために作られた。
ダブロン銃
新しい武器が欲しいということで作られた。撃つとダブダブになるが、すぐ戻る。
アニメではハトに変えられた伊賀忍者を撃墜するために作られた。
ガマー銃
新しい武器が欲しいということで作られた。当たったところに飛んでいく。
アニメではハトに変えられた伊賀忍者を撃墜するために作られた。
ラケットとピンポン玉
まん丸がタヌ太郎と遊ぶために作った。アップルン（上部記載）に当てるが、効果なし。
新鮮な鍋の具軍団
タヌ太郎が「もっと新鮮でイキのいい物を食いてえなあ」と言ったため作られた。たしかに新鮮だが、普通の食べ物と同じく「まずい」。
タマチャン
ネンガを驚かせるために作られた。「ワタシロボットノタマチャンヨ」と言いながら歩き回る。
かわいいちゃん
羅門衆に病原菌をバラ撒かれたときに病原菌を食べてもらうために作られた。その名の通り「かわいい」ため、ネンガがついて行った。しっかり病原菌を食べる。
テルテル君
テルテル君にやさしくすると晴れ、いじわるすると雨になる。乱子が紫狼沙に一撃食らわせるために使ったところ見事成功。
バクバク君
伊賀が飛ばした爆弾を食べてもらうために作られた。一応食べるが、ものすごく遅いため、食べ終わる前に爆発してしまう。